# Cyrus Young
Cyrus Young (Modesto, 23 de julio de 1928-Modesto, 6 de diciembre de 2017) fue un atleta estadounidense, especialista en la prueba de lanzamiento de jabalina en la que llegó a ser campeón olímpico en 1952.

## Carrera deportiva
En los JJ. OO. de Helsinki 1952 ganó la medalla de oro en el lanzamiento de jabalina, llegando hasta los 73.78 metros que fue récord del mundo, superando a su compatriota William Miller y al finlandés Toivo Hyytiäinen (bronce con 71.89 m).